# Лонга (Виченца)
Лонга је насеље у Италији у округу Виченца, региону Венето.
Према процени из 2011. у насељу је живело 942 становника. Насеље се налази на надморској висини од 70 м.